# Vallis Inghirami
Vallis Inghirami (forma latina de Valle de Inghirami) es un valle situado en la cara oculta de la Luna. El diámetro del valle es de aproximadamente 145 km y sus coordenadas selenográficas son 43,8° de latitud sur y 72,2° de longitud oeste.

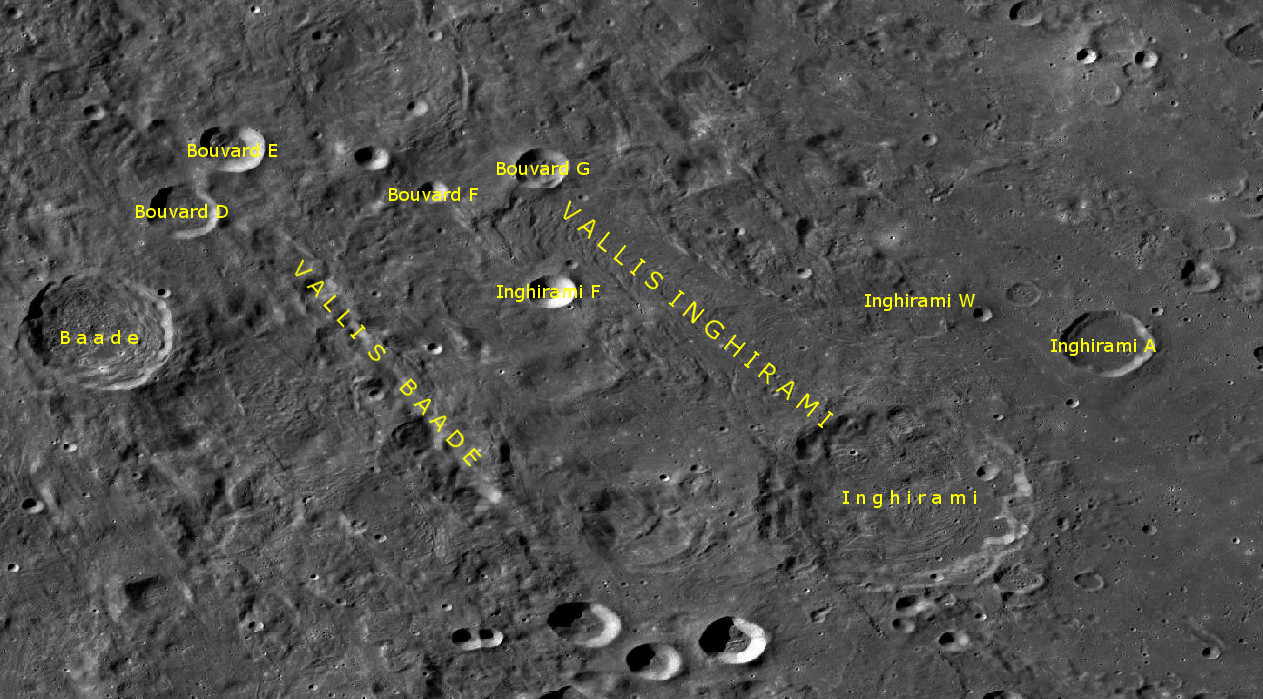
Vallis Inghirami, entre los cráteres Bouvard G (al noroeste) e Inghirami

Al igual que en el cado del Vallis Baade, situado al oeste, la orientación del Vallis Inghirami es radial con respecto al centro del Mare Orientale, por lo que muy probablemente la formación de estos valles está relacionada con el impacto que originó el propio Mare Orientale.

## Denominación
El valle debe su nombre al sacerdote y astrónomo italiano Giovanni Inghirami, designación aprobada por la UAI en 1964.